# Centre sportif Yorokoguia
Le Centre sportif Yorokoguia est un centre sportif situé à Yorokoguia dans la Préfecture de Dubréka en Guinée,,. Il a ouvert ses portes en 2018.
L'essentiel des activités est orienté autour du football.

## Situation géographique
Le centre est situé dans la préfecture de Dubréka au pied de la montagne du chien qui fume et la plage de Bel-Air.

## Utilisation
Le centre sportif permet de pratiquer le football, le conditionnement physique et autres.

### Académie
l’Académie de Football Antonio Souaré en abrégé (AFAS) avec ses deux terrains de football plus des écoles de formations et un dortoir qui a accueilli sa première promotion le 2 octobre 2020.

### Loisirs
Il y a des hôtels, un restaurant et une piscine.

### Terrain
Le centre a 7 terrains synthétiques dont deux pour les académies et cinq terrains pour les professionnels et un stade standard international de 15 000 places.

## Club
Le Horoya AC effectue ses entrainements à Yorokoguia.